# 366

## Esdeveniments
- 27 de maig, Tiatira, Frígia: L'exèrcit de l'emperador romà Valent derrota el de l'usurpador Procopi, capturant-lo i executant-lo.
- 1 d'octubre, Roma: Damas I és escollit papa per succeir al difunt Liberi I, malgrat que un bon grapat dels seguidors d'aquest proclamen Ursí, que esdevingué antipapa.

## Necrològiques
- 24 de setembre, Roma: Liberi I, papa.
- Frígia: Procopi, autoproclamat emperador romà, executat.
- Cesarea de Palestina: Acacius de Cesarea, bisbe.
- Constantinoble: Aeci l'impiu, fundador del moviment herètic eunomià.